# Nymphon bicornum
Nymphon bicornum är en havsspindelart som beskrevs av Arnaud, F. och C.A. Child 1988. Nymphon bicornum ingår i släktet Nymphon och familjen Nymphonidae. Inga underarter finns listade i Catalogue of Life.